# Ishmael Beah
Ishmael Beah (Nacido el 23 de noviembre de 1980) es un escritor y activista de derechos humanos de Sierra Leona que llegó a la fama con su aclamada memoria, Un largo camino: Memorias de un niño soldado. Su novela más reciente, Radiance of Tomorrow, fue publicada en enero de 2014.

## Biografía
La guerra civil de Sierra Leona empezó en 1991. Los rebeldes invadieron Mogbwemo, la aldea de Beah, localizada en la Provincia del sur de Sierra Leona; forzándolo a huir. Separado de su familia, vagó hacia el Sur durante  meses un grupo de chicos de su localidad. A la edad de 13 años, fue forzado a convertirse en un niño soldado. Según cuenta Beah,  luchó durante casi tres años antes de ser rescatado por UNICEF. Beah Luchó para el ejército de gobierno contra los rebeldes. En 1997,  huyó a Freetown mediante la ayuda de UNICEF debido a la violencia creciente en el país y finalmente llegó a la ciudad de Nueva York, donde  vivió con Laura Simms, su madre adoptiva. En Nueva York, Beah atendió la Escuela Internacional de las Naciones Unidas. Después de la secundaria, se matriculó en la Universidad de Oberlin, obtuvo su licenciatura en ciencias políticas en 2004.
Beah afirma no recordar cuántas personas mató durante su tiempo en el ejército del gobierno de Sierra Leona. Él y otros soldados consumían de forma frecuente marihuana, anfetaminas y "brown-brown", una mezcla de cocaína y pólvora. Culpa a las adicciones y al lavado de cerebro por su violencia y cita las presiones del ejército como razones para no haber huido: "Si  te ibas,  bien podías haberte dado por muerto."
Durante una aparición en  The Daily Show el 14 de febrero de 2007, Beah dijo que regresar a la sociedad civilizada era un proceso más difícil que aquel de convertirse en un niño soldado, diciendo que deshumanizar a los niños es una tarea relativamente fácil . Tras ser rescatado en 1996 por una coalición de UNICEF y organizaciones no gubernamentales, Beah tuvo una transición difícil. Él y otros niños soldado luchaban frecuentemente. Mucho de su recuperación se debe según el a una voluntaria, la enfermera Esther, quien tuvo la paciencia y compasión necesarias para acompañarlo a través de este periodo difícil. Ella reconoció su interés (previo a la guerra) en la música rap y el reggae estadounidenses; y le dio un Walkman y un casete de Run D.M.C., y usó la música como un puente a su pasado, previo a la violencia. Lentamente, él aceptó sus comentarios de que todo lo que había sucedido "no es culpa tuya".
Viviendo en Freetown con un tío, asistió a la escuela y fue invitado a hablar en 1996 en la ONU en Nueva York. Cuándo Freetown fue invadido por las fuerzas rebeldes y el Ejército de Sierra Leona, en 1997, (el Ejército de Sierra Leona originalmente luchaba contra los rebeldes), Beah contactó a Laura Simms, a quien  había conocido el año previo a su viaje a Nueva York, y encontró la manera de viajar a los Estados Unidos.
«Si escojo sentirm culpable por lo qué he hecho, yo mismo me querré muerto», dijo Beah. «Vivo sabiendo que se me ha dado una segunda vida, y solo intento divertirme, y ser feliz y vivir lo mejor que puedo».
En 2009, a sus 29 años, viajó a Sierra Leona con una cámara de ABC News, un regreso que  describe como agridulce. Más tarde, en febrero de 2013,  viajó a Calgary y habló en la conferencia My World.

## Premios, reconocimiento y obras
Un largo camino estuvo nominada para un Premio Pluma en la categoría de Mejor Autor de Debut en 2007. Lev Grossman, de la revista Time, lo nombró uno de los diez mejores libros de no ficción de 2007, ubicándolo en el tercer lugar y alabándolo como "dolorosamente penetrante" por su capacidad de llevar a los lectores detrás de los ojos muertos del niño-soldado en una manera que ningún otro escritor tiene. El libro también ha sido incluido en la lista de Amazon de 100 libros que deben leerse durante la vida.
Con su nueva novela, Radiance of Tomorrow, Beah explora la vida de una comunidad que incluye a Benjamin y Bockarie, dos amigos quiénes regresan a la ciudad natal de esta última, Imperi, después de la guerra civil. El pueblo está en ruinas, la tierra cubierta de huesos. Se dice que Radiance of Tomorrow está escrita con la urgencia moral de una parábola y la ardiente precisión de un testimonio de primera mano. Obtuvo revisiones positivas en la Reseña de libros del New York Times, The Washington Post y The Boston Globe.

## Controversia
Se ha cuestionado la exactitud de algunos acontecimientos y la cronología en Un largo camino, particularmente la afirmación de que Beah se convirtió en niño soldado en 1993, en lugar de en 1995. Beah ha defendido su versión.